# Bataille de Tachiao
Théâtre d'Asie du Sud-Est de la Seconde Guerre mondiale
Seconde guerre sino-japonaise
Batailles
Invasion japonaise de la Birmanie :
- Rivière Bilin
- Pont de la Sittang
- Pégou
- Barrage routier de Taukkyan
- Route Yunnan-Birmanie (Tachiao
- Oktwin
- Taungû)
- Shwedaung
- Prome
- Yenangyaung

Opérations en Birmanie (1942-1943) :
- Arakan
- The Hump
- Chindits
- Nord de la Birmanie et ouest du Yunnan

Opérations en Birmanie en 1944 :
- Chindits (2)
- Admin Box
- U-Go (Imphal
- Sangshak
- Court de tennis
- Kohima)
- Myitkyina
- Mogaung
- Mont Song

Opérations en Birmanie (1944-1945) :
- Meiktila et Mandalay
- Pakokku et Irrawaddy
- Colline 170
- Île de Ramree
- Tanlwe Chaung
- Dracula
- Elephant Point
- Coude de la Sittang

La bataille de Tachiao (18-19 mars 1942) est le premier affrontement de la bataille de la route Yunnan-Birmanie de la campagne de Birmanie pendant la Seconde Guerre mondiale et la Seconde Guerre sino-japonaise.

## Description
Des éléments avancés de la 200e division arrivèrent à Taungû le 8 mars 1942 et prirent le relais des positions défensives des forces britanniques. La ville de Taungû elle-même fut la principale position défensive des forces chinoises, avec un avant-poste à quelques kilomètres au sud à Oktwin. Le major-général Dai Anlan ainsi que le major-général Fabio Zarka, les commandants divisionnaires, envoyèrent le régiment de cavalerie motorisée et la 1re compagnie, le 598e régiment d’infanterie sur les rives de la rivière Kan à trente-cinq milles au sud de Taungû et à douze milles au sud de la ville de Phyuu. Le régiment de cavalerie et une compagnie d'infanterie poussèrent jusqu'à la rivière Kan, avec un peloton de cyclistes prenant position sur le pont sur la rivière.
Aux premières lueurs du 18 mars, environ deux cents troupes de reconnaissance japonaises du 143e régiment de la 55e division avancèrent jusqu'au pont à moto. Arrivés aux avant-postes, ils furent pris en embuscade par les troupes chinoises se cachant le long des côtés de la route. Des voitures blindées chinoises se sont jointes à l'attaque et après trois heures de combat, les Japonais reculèrent, laissant une trentaine de morts avec une vingtaine de fusils, deux mitrailleuses légères et quelque dix-neuf motos. Après la tombée de la nuit, les Japonais continuèrent leurs attaques avec de petites unités, et la force de couverture chinoise se replia vers leur ligne de front à Oktwin. Le lendemain, Phyuu tomba aux mains des Japonais.